# Георг Вилхелм (Шаумбург-Липе)
Георг Вилхелм фон Шаумбург-Липе (на немски: Georg Wilhelm zu Schaumburg-Lippe) е граф на Липе (1787 – 1807), от 1784 г. първият княз на Шаумбург-Липе.

## Биография
Роден е на 20 декември 1784 годинс в Бюкебург, Свещена Римска империя. Той е син на граф Филип II Ернст фон Шаумбург-Липе (1723 – 1787) и втората му съпруга принцеса Юлиана фон Хесен-Филипстал (1761 – 1799), дъщеря на ландграф Вилхелм фон Хесен-Филипстал и съпругата му принцеса Улрика Елеонора фон Хесен-Филипстал-Бархфелд.
След смъртта на баща му той е под регентството на майка си Юлиана фон Хесен-Филипстал.
Умира на 21 ноември 1860 в Бюкебург на 75-годишна възраст. Погребан е в Щатхаген.

## Фамилия
Георг Вилхелм се жени на 23 юни 1816 г. в Аролзен за принцеса Ида Каролина Луиза фон Валдек-Пирмонт (* 26 септември 1796 в Роден; † 12 април 1869 в Ментон), дъщеря на княз Георг фон Валдек-Пирмонт (1747 – 1813) и принцеса Августа фон Шварцбург-Зондерсхаузен (1768 – 1849). Те имат децата:
- Адолф I Георг (1817 – 1893), княз на Шаумбург-Липе, женен на 25 октомври 1844 г. за принцеса принцеса Хермина фон Валдек-Пирмонт (1827 – 1910) (1827 – 1910)
- Матилда Августа Вилхелмина Каролина (1818 – 1891), омъжена на 15 юли 1843 г. за херцог Евгений Вилхелм фон Вюртемберг (1820 – 1875)
- Аделхайд Кристина Юлиана Шарлота (1821 – 1899), омъжена на 16 октомври 1841 г. (развод 1848) и отново 1854 г. за херцог Фридрих фон Шлезвиг-Холщайн-Зондербург-Глюксбург (1814 – 1885)
- Ернст (1822 – 1831)
- Ида Мария Августа Фридерика (1824 – 1894)
- Ема (1827 – 1828)
- Вилхелм Карл Август (1834 – 1906), женен на 30 май 1862 г. принцеса Батхилдис фон Анхалт-Десау (1837 – 1902)
- Херман Ото (*/† 1839)
- Елизабет Вилхелмина Августа Мария (1841 – 1926), омъжена на 30 януари 1866 г. (развод 1868) за Вилхелм, 2. княз на Ханау-Хоровитц (1836 – 1902), син на Фридрих Вилхелм I фон Хесен-Касел (1802 – 1875)